# Gare de Bomerée
La gare de Bomerée est une ancienne gare ferroviaire belge, aujourd'hui détruite, de la ligne 132 de Charleroi à Couvin, située dans le hameau de Bomerée sur le territoire de la commune de  Montigny-le-Tilleul dans la province de Hainaut.
Deux voies sont toujours présentes, les trains y circulent toujours, mais aucun point d'arrêt n'a subsisté.

## Situation ferroviaire
La gare de Bomerée était située au point kilométrique (PK) 7,20 le long de la  ligne 132 de Charleroi à Couvin, entre les gares de Montigny-le-Tilleul et de Jamioulx.

## Histoire
La construction de la ligne 132, en ce y compris la section située à Bomerée, est construite en juillet 1845 sous la direction de la Société Anonyme du chemin de fer de l'Entre-Sambre-et-Meuse. Ce tronçon, de Charleroi à Walcourt, est mis en service le 27 novembre 1848 et inauguré le 30 novembre 1848.
Peu de choses sont connues du bâtiment d'origine de la gare. Au tournant du XXe siècle, les Chemins de fer de l'État belge construisent un second bâtiment, du plan type 1895. Le second bâtiment se trouvait également sur la droite des voies, mais de l'autre côté du passage à niveau. Les deux bâtiment ont coexisté durant quelques années, l'ancien, situé près de la cour à marchandises, fut vraisemblablement reconverti en bâtiment de service.

## Patrimoine ferroviaire
Les bâtiments ferroviaires sont aujourd'hui détruits. Un terre-plein a remplacé l'ancien bâtiment tandis qu'une friterie est installée là où se trouvait le second bâtiment. L'ancien bâtiment ressemble fortement aux gares construites par le Chemin de fer de l'Est belge entre Louvain et Charleroi (lignes 139 et 140).
Le café de la gare, visible sur la carte postale de 1912, existe toujours, entre les voies et l'Eau d'Heure.